# Willy Lages
Willy Paul Franz Lages né le 5 octobre 1901 à Brunswick (duché de Brunswick) et mort le 2 avril 1971 à Braunlage (Basse-Saxe) est le chef allemand du Sicherheitsdienst à Amsterdam pendant la Seconde Guerre mondiale.
À partir de mars 1941, il dirigea le Zentralstelle für jüdische Auswanderung (Bureau central pour l'émigration juive). En tant que tel, il est responsable de la déportation des Juifs hollandais vers les camps de concentration en Allemagne et en Pologne occupée.

## Biographie

### Débuts au NSDAP
Ainé d'une famille de quatre enfants, Willy Lages est le fils d'un commerçant de Brunswick. Il étudie d'abord pour reprendre le commerce familiales. Mais la crise économique d'après-guerre l'oblige à abandonner une carrière commerciale et à 21 ans, il s'inscrit à l'académie de police de Brême. En 1921, Lages devient policier dans sa ville natale de Brunswick.
En 1933 il devient membre du NSDAP (au numéro de membre ; 3 552 661), il devient ensuite membre de la SS (au numéro : SS 267 729) début septembre 1942 au grade de SS-Sturmbannfuhrer.

### Seconde Guerre mondiale
Pendant la Seconde Guerre mondiale, à partir du 7 octobre 1940 Lages est d'abord à la tête de la police de sûreté (Sicherheitspolizei) et du Service de la sécurité du Reichsführer-SS (Sicherheitsdienst), à Amsterdam, après avoir occupé cette fonction à La Haye.
Dès sa prise de poste aux Pays-Bas, il entame une répression violente et intense des mouvements de Résistance locaux. Lors de l'« Aktion Silbertanne » (action du sapin argenté), menée avec la collaboration de Lages, le Sicherheitsdienst et ses hommes de main néerlandais assassinèrent des dizaines de résistants. Pendant son séjour à Amsterdam, il ordonne notamment 37 exécution arbitraires, 237 personnes seront exécutées. Lages participe à l'arrestation du chef de la résistance Johannes Post et assiste à son exécution le 16 juillet 1944. Il est également responsable de l'assassinat de la résistante néerlandaise Hannie Schaft le 17 avril 1945.
À partir de 1941, il dirige le Zentralstelle für jüdische Auswanderung (Bureau central pour l'émigration juive), où lui et son successeur Ferdinand aus der Fünten, organisèrent la déportation des Juifs des Pays-Bas vers les camps de concentration allemands.

### L'après-guerre
Après la guerre, Lages est condamné à mort en 1949 pour la déportation de 70000 Juifs et pour son rôle dirigeant dans l'exécution de 300 personnes au total.
Sa peine est commuée en une peine de prison à vie aux Pays-Bas. Il est emprisonné à Breda, avec Joseph Kotälla (nl), Ferdinand aus der Fünten et Franz Fischer : ce groupe de prisonniers sera désigné comme les « Quatre de Breda. » 
En 1966, il est libéré de prison pour des raisons humanitaires, car il semble gravement malade. Cette décision, prise par le ministre de la justice néerlandais, Ivo Samkalden, provoque un tollé général aux Pays-Bas.
Lages s'installe alors en Allemagne, où il reçoit des soins médicaux, il y passera encore cinq ans avant de mourir à Braunlage (Harz).